# Mikołaj Piaskowski
Mikołaj Józef Piaskowski herbu Junosza (ur. 5 grudnia 1726, zm. 8 marca 1803 w Janowcu) – kasztelan inowłodzki w 1785 roku, szambelan Stanisława Augusta Poniatowskiego w 1765 roku, podkomorzy krzemieniecki w latach 1765-1785, chorąży wołyński w 1765 roku, wojski włodzimierski w latach 1758-1765, starosta piaseczyński i taraszczański, kawaler Orderu Świętego Stanisława, przeciwnik Konstytucji 3 maja i targowiczanin.

## Życiorys
Pochodził z rodu Piaskowskich, jednej z najbogatszych wielkopolskich rodzin magnackich w czasach I Rzeczypospolitej. Syn Antoniego Piaskowskiego oboźnego polnego litewskiego zmarłego w 1763. Posiadał kilkoro rodzeństwa, większość o nieznanych imionach, wśród nich m.in. siostry Klarę i Franciszkę, obie urodzone ok. 1730 roku. Poseł województwa wołyńskiego na sejm 1758 roku, na sejm 1762 roku i na sejm konwokacyjny 1764 roku. Konsyliarz konfederacji Czartoryskich w 1764 roku. Jako poseł na sejm elekcyjny 1764 roku z województwa wołyńskiego i deputat podpisał pacta conventa Stanisława Augusta Poniatowskiego. Komisarz z rycerstwa Komisji Skarbowej Koronnej w 1765 roku. Poseł województwa wołyńskiego na Sejm Czaplica 1766 roku. W 1766 roku kupił od Stanisława Lubomirskiego miejscowość Krasne w powiecie jampolskim, gdzie założył swoją stałą siedzibę. W 1787 roku w pałacu Piaskowskiego w Krasnem nocował Stanisław August Poniatowski wracający z Kamieńca do Warszawy. Krasne znajdowało się w rękach Piaskowskich do rozwiązania I Rzeczypospolitej przez Sejm.
Ożenił się 17 lutego 1772 roku z Joanną z Szaniawskich (zm. 1799 w Janowcu). Mikołaj Piaskowski był politykiem i oratorem czynnym w latach 80. XVIII wieku, o czym świadczą wydawane przez niego broszury o tematyce politycznej. 8 maja roku 1785 w kościele Św. Krzyża w Warszawie otrzymał z rąk Stanisława Augusta Poniatowskiego Order Świętego Stanisława. W dowód wdzięczności Piaskowski jeszcze przed faktycznym otrzymaniem orderu napisał i wydał dziękczynną broszurę na cześć króla, zatytułowaną Podziękowanie Nayjasnjeyszemu Panu Jasnie Wielmoznego Mikołaja Junosza Piaskowskiego Starosty Taraszczanskiego, Orderu Świętego Stanisława Kawalera Za Order Orła Białego Dnia 6. Februarii Roku 1785. Konsyliarz konfederacji generalnej koronnej w konfederacji targowickiej.
Wiadomo, że w roku 1789 Piaskowski był już starostą taraszczańskim; Taraszcza i wchodzące w jej klucz wsie przynosiły mu rocznie ponad 55 tysięcy złotych polskich.
Mikołaj jest znany przede wszystkim jako właściciel zamku w Janowcu nad Wisłą, który rzekomo wygrał w karty w 1783 roku od znanego awanturnika i konfederaty barskiego Jerzego Marcina Lubomirskiego. Mikołaj prowadził rozrzutny tryb życia i nie będąc w stanie utrzymać olbrzymiej twierdzy doprowadził ją do opłakanego stanu i ostatecznie sprzedał Janowi Potockiemu w 1791 roku. Fakt ten nie jest jednak pewny, ponieważ niektóre źródła podają, że zamek był własnością Piaskowskich do śmierci Mikołaja w 1803 roku, po czym został sprzedany rodzinie Osławskich. W okresie kiedy zamkiem władali Piaskowscy przeobraził się on ze świeżo wyremontowanej rezydencji w ruinę, którą pozostaje do dzisiaj.
Z ramienia konfederacji targowickiej wybrany w 1793 roku członkiem Komisji Skarbowej Koronnej.
Mikołaj zmarł w wieku 77 lat i został pochowany obok swojej żony Joanny (zm. 1799), w krypcie właścicieli Janowca, w kościele p.w. św. Stanisława i św. Małgorzaty w Janowcu. Wewnątrz kościoła znajdują się ich kamienne epitafia.